# فرانتس دورفر
فرانتس دورفر (بالألمانية: Franz Dorfer)‏ (20 مايو 1950 – 8 يناير 2012) هو ملاكم نمساوي راحل، مثّل بلاده في الألعاب الأولمبية الصيفية 1976.

## روابط خارجية
فرانتس دورفر على موقع بوكس ريك (الإنجليزية) (registration required)
- فرانتس دورفر على موقع أوليمبيديا (الإنجليزية)